# Robert Schröter
Robert Schröter (* 7. Mai 1921 in Oberbergstraße, Kreis Soest; † 16. Februar 2014 in Münster-Hiltrup) war ein deutscher Klassischer Philologe.

Robert Schröter, der Sohn eines Schiffsmaschinisten, wuchs in Westfalen auf. Er besuchte die Volksschule in Westönnen (Kreis Soest), von Mai 1933 bis Ostern 1935 das Kolleg der Franziskaner in Warendorf, von Ostern 1935 bis Dezember 1937 die Auslandsschule der Franziskaner in Vlodrop (Niederlande) und von Dezember 1937 bis März 1939 das Marien-Gymnasium in Werl. Nach der Reifeprüfung leistete er bis zum November 1939 den Reichsarbeitsdienst und arbeitete anschließend als Hauslehrer in Lenningsen (Kreis Unna). Daneben war er Praktikant an zwei Maschinenfabriken in Werl.
Im Februar 1940 meldete er sich freiwillig als Marine-Offiziersanwärter und trat seinen Dienst am 24. September 1940 in Stralsund-Dänholm an (Crew 40). Er diente bis Kriegsende in der Marine (u. a. einer von fünf Überlebenden von U 671) und geriet in Kriegsgefangenschaft, aus der er zum 7. November 1945 entlassen wurde.
Ab dem Wintersemester 1945 studierte Schröter Klassische Philologie und Philosophie an der Philipps-Universität Marburg, wo er ab Oktober 1948 als Wissenschaftliche Hilfskraft arbeitete. Am 1. März 1950 wurde er zum Dr. phil. promoviert und hielt anschließend als Lehrbeauftragter lateinische und griechische Stilübungen ab (bis Sommersemester 1954). 1959 habilitierte er sich an der Universität zu Köln mit der Schrift Studien zur varronischen Etymologie. 1962 ging er als ordentlicher Professor für Klassische Philologie an die Universität des Saarlandes. 1968 wechselte er an die neugegründete Ruhr-Universität Bochum, wo er 1986 emeritiert wurde. Seinen Ruhestand verbrachte er in Westbevern.

## Schriften (Auswahl)
- Die Aristie als Grundform homerischer Dichtung und der Freiermord in der Odyssee. Marburg 1950 (Dissertation).
- Studien zur varronischen Etymologie. Erster Teil. Mainz 1960 (= Abhandlungen der geistes- und sozialwissenschaftlichen Klasse der Akademie der Wissenschaften und der Literatur in Mainz. Jahrgang 1959, Nr. 12). Zugleich Habilitationsschrift.